# Apogonia flavorufa
Apogonia flavorufa är en skalbaggsart som beskrevs av Moser 1913. Apogonia flavorufa ingår i släktet Apogonia och familjen Melolonthidae. Inga underarter finns listade i Catalogue of Life.